# Alphabeat
Alphabeat ist eine sechsköpfige Band aus Silkeborg, Dänemark.

## Geschichte
Die 2007 erschienene dänische Debütsingle Boyfriend ging bis auf Platz 11 in die dänischen Charts, ihre zweite 10.000 Nights of Thunder schaffte es auf Platz 16. Das Debütalbum Alphabeat ging bis auf Platz 2 in den Album-Charts und erreichte Platin-Status in Dänemark.
Trotz, oder gerade wegen des Erfolges, bevorzugt die Band einen nachhaltigen Weg um ihren Status zu festigen. So lehnten es die Dänen ab, im Vorprogramm der Spice Girls zu spielen, da sie sich unwohl dabei fühlten, vor einer großen Zuschauermenge zu spielen, die ihre Lieder nicht kennt.
Alphabeat stehen bei EMI UK und bei Copenhagen Records unter Vertrag.
2008 hatten sie beim dänischen Roskilde-Festival ihren bisher größten Auftritt.
Außerdem schafften Alphabeat zeitgleich mit dem Titel Fascination den internationalen Durchbruch.
In Großbritannien wurde das Lied ein Top-10-Hit und auch in Deutschland und anderen nordeuropäischen Ländern kam das Lied in die Charts. Grund dafür ist auch, dass der Titel als Soundtrack für eine Coca-Cola-Kampagne genutzt wurde.
2009 wurden sie mit dem European Border Breakers Award (EBBA) ausgezeichnet.

## Mitglieder
- Anders SG – Gesang
- Stine Bramsen – Gesang
- Anders B – Gitarre
- Rasmus Nagel – Keyboard
- Anders Reinholdt – Bass
- Troels Hansen – Schlagzeug

## Diskografie

### Alben
| Jahr | Titel                          | Höchstplatzierung, Gesamtwochen, AuszeichnungChartplatzierungen (Jahr, Titel, Platzierungen, Wochen, Auszeichnungen, Anmerkungen) | Höchstplatzierung, Gesamtwochen, AuszeichnungChartplatzierungen (Jahr, Titel, Platzierungen, Wochen, Auszeichnungen, Anmerkungen) | Anmerkungen                                                             |
| Jahr | Titel                          | UK | DK | Anmerkungen                                                             |
| ---- | ------------------------------ | --- | --- | ----------------------------------------------------------------------- |
| 2007 | Alphabeat                      | — | DK2 Platin · (42 Wo.)DK | Erstveröffentlichung: 5. März 2007                                      |
| 2008 | This Is Alphabeat              | UK10 Gold · (19 Wo.)UK | DK5 ×2Doppelplatin · (17 Wo.)DK                                                                                                   | Erstveröffentlichung: 30. Mai 2008 Wiederveröffentlichung von Alphabeat |
| 2009 | The Spell                      | — | DK5 Platin · (54 Wo.)DK | Erstveröffentlichung: 26. Oktober 2009                                  |
| 2010 | The Beat Is...                 | UK39 (1 Wo.)UK | — | Erstveröffentlichung: 5. März 2010 Wiederveröffentlichung von The Spell |
| 2012 | Express Non-Stop               | — | DK3 (7 Wo.)DK | Erstveröffentlichung: 24. September 2012                                |
| 2019 | Don’t Know What’s Cool Anymore | — | DK9 (1 Wo.)DK | Erstveröffentlichung: 1. November 2019                                  |

### EPs
| Jahr | Titel                | Höchstplatzierung, Gesamtwochen, AuszeichnungChartplatzierungen (Jahr, Titel, Platzierungen, Wochen, Auszeichnungen, Anmerkungen) | Höchstplatzierung, Gesamtwochen, AuszeichnungChartplatzierungen (Jahr, Titel, Platzierungen, Wochen, Auszeichnungen, Anmerkungen) | Anmerkungen                        |
| Jahr | Titel                | UK | DK | Anmerkungen                        |
| ---- | -------------------- | --- | --- | ---------------------------------- |
| 2008 | Napster Live Session | UK91 (1 Wo.)UK | — | Erstveröffentlichung: 3. März 2008 |

Weitere EPs
- 2008: iTunes Live: London Sessions
- 2008: iTunes Festival: London 2008
- 2012: Love Sea – The Remix EP
- 2019: Shadows (Remixes)
- 2019: I Don’t Know What’s Cool Anymore (Remixes)

### Singles
| Jahr | Titel Album                            | Höchstplatzierung, Gesamtwochen, AuszeichnungChartplatzierungen (Jahr, Titel, Album, Platzierungen, Wochen, Auszeichnungen, Anmerkungen) | Höchstplatzierung, Gesamtwochen, AuszeichnungChartplatzierungen (Jahr, Titel, Album, Platzierungen, Wochen, Auszeichnungen, Anmerkungen) | Höchstplatzierung, Gesamtwochen, AuszeichnungChartplatzierungen (Jahr, Titel, Album, Platzierungen, Wochen, Auszeichnungen, Anmerkungen) | Höchstplatzierung, Gesamtwochen, AuszeichnungChartplatzierungen (Jahr, Titel, Album, Platzierungen, Wochen, Auszeichnungen, Anmerkungen) | Höchstplatzierung, Gesamtwochen, AuszeichnungChartplatzierungen (Jahr, Titel, Album, Platzierungen, Wochen, Auszeichnungen, Anmerkungen) | Anmerkungen                                                                                   |
| Jahr | Titel Album                            | DE | AT | CH | UK | DK | Anmerkungen                                                                                   |
| ---- | -------------------------------------- | --- | --- | --- | --- | --- | --------------------------------------------------------------------------------------------- |
| 2007 | Boyfriend Alphabeat                    | — | — | — | UK15 (10 Wo.)UK | DK11 Platin · (32 Wo.)DK | Erstveröffentlichung: 2007 (Dänemark) Erstveröffentlichung: 17. November 2008 (International) |
| 2008 | 10.000 Nights of Thunder Alphabeat     | — | — | — | UK16 (18 Wo.)UK | DK16 ×2Doppelplatin · (4 Wo.)DK |                                                                                               |
| 2008 | Fascination Alphabeat                  | DE45 (12 Wo.)DE | AT68 (1 Wo.)AT | CH41 (10 Wo.)CH | UK6 Platin · (32 Wo.)UK | DK— GoldDK | Erstveröffentlichung: 3. März 2008                                                            |
| 2008 | Go-Go This Is Alphabeat                | — | — | — | — | DK14 Gold · (12 Wo.)DK |                                                                                               |
| 2009 | The Spell                              | — | — | — | UK20 (4 Wo.)UK | DK1 Platin · (22 Wo.)DK | Erstveröffentlichung: 2009 (Dänemark) Erstveröffentlichung: 25. Januar 2010 (International)   |
| 2010 | DJ The Spell                           | — | — | — | — | DK6 Gold · (22 Wo.)DK | Erstveröffentlichung: 10. Mai 2010                                                            |
| 2010 | Hole in My Heart The Spell             | — | — | — | UK29 (3 Wo.)UK | — |                                                                                               |
| 2010 | Heat Wave The Spell                    | — | — | — | — | DK4 Gold · (20 Wo.)DK |                                                                                               |
| 2012 | Vacation Express Non-Stop              | — | — | — | — | DK15 Gold (Streaming) · (14 Wo.)DK | Erstveröffentlichung: 12. März 2012                                                           |
| 2012 | Love Sea Express Non-Stop              | — | — | — | — | DK10 Gold (Streaming) · (11 Wo.)DK |                                                                                               |
| 2019 | Shadows Don’t Know What’s Cool Anymore | — | — | — | — | DK19 Platin · (6 Wo.)DK | Erstveröffentlichung: 1. März 2019                                                            |
| 2021 | Danmarks Dynamite –                    | — | — | — | — | DK12 (5 Wo.)DK | Erstveröffentlichung: 4. Juni 2021 mit der Herrelandsholdet                                   |

Weitere Singles
- 2007: Fantastic 6
- 2008: What Is Happening
- 2012: X-Mas (Let’s Do It Again) (DK: Gold)
- 2013: Show Me What Love Is
- 2019: I Don’t Know What’s Cool Anymore

## Auszeichnungen für Musikverkäufe
| Silberne Schallplatte - Europa (Impala) - 2008: für das Album Alphabeat | Goldene Schallplatte - Belgien - 2018: für die Single Fascination |

Anmerkung: Auszeichnungen in Ländern aus den Charttabellen bzw. Chartboxen sind in ebendiesen zu finden.
| Land/RegionAuszeichnungen für Musikverkäufe (Land/Region, Auszeichnungen, Verkäufe, Quellen) | Silber  | Gold     | Platin       | Verkäufe | Quellen         |
| -------------------------------------------------------------------------------------------- | ------- | -------- | ------------ | -------- | --------------- |
| Belgien (BRMA)                                                                               | —       | Gold1    | —            | 15.000   | ultratop.be     |
| Dänemark (IFPI)                                                                              | —       | 7× Gold7 | 9× Platin9   | 365.000  | ifpi.dk         |
| Europa (Impala)                                                                              | Silber1 | —        | —            | (30.000) | impalamusic.org |
| Vereinigtes Königreich (BPI)                                                                 | —       | Gold1    | Platin1      | 700.000  | bpi.co.uk       |
| Insgesamt                                                                                    | Silber1 | 9× Gold9 | 10× Platin10 |          |                 |